# Bambino Bambina
Bambino Bambina (jap. バンビーノ・バンビーナ Banbīno Banbīna) – czternasty singel japońskiej piosenkarki Yukari Tamury, wydany 27 sierpnia 2008. Wydana została także wersja limitowana zawierająca dodatkowo teledysk do piosenki Bambino Bambina. Utwór tytułowy został wykorzystany w zakończeniach programu Friday TV Lab (jap. フライデーTVラボ Furaidē TV Rabo) stacji NTV oraz w rozpoczęciach programu radiowego Tamura Yukari no Itazura Kuro Usagi (jap. 田村ゆかりのいたずら黒うさぎ), a 100 CARAT HEART użyto w jego zakończeniach. Singel osiągnął 12 pozycję w rankingu Oricon i pozostał na niej przez 5 tygodni, sprzedał się w nakładzie 22 976 egzemplarzy.

## Lista utworów
| Nr | Tytuł                                                           | Słowa         | Kompozycja      | Aranżacja                        | Czas |
| -- | --------------------------------------------------------------- | ------------- | --------------- | -------------------------------- | ---- |
| 1. | "Bambino Bambina" (jap. バンビーノ・バンビーナ Banbīno Banbīna) | Manami Fujino | Masatomo Ōta    | Masatomo Ōta                     | 5:00 |
| 2. | "100 CARAT HEART"                                               | Manami Fujino | Masatomo Ōta    | Masatomo Ōta                     | 3:27 |
| 3. | "Lovely Lecture" (jap. ラブリィ レクチャー Raburi Rekuchā)      | Manami Fujino | Takeshi Isozaki | Ryōsei Kawabata, Takeshi Isozaki | 4:31 |

## Notowania
| Lista                       | Pozycja |
| --------------------------- | ------- |
| Oricon Weekly Singles Chart | 12      |
| CDTV                        | 18      |